# Ministri per l'Europa e gli affari esteri (Albania)
Il presente elenco raccoglie tutti i nomi dei titolari del Ministero degli affari esteri dell'Albania, dalla costituzione del dicastero nel 1912.

## Lista

### Albania indipendente (1912-1914)
| Ministro                                | Ministro                                | Ministro                                | Partito                                 | Governo                                 | Mandato         | Mandato         |
| Ministro                                | Ministro                                | Ministro                                | Partito                                 | Governo                                 | Inizio          | Fine            |
| Affari esteri                           | Affari esteri                           | Affari esteri                           | Affari esteri                           | Affari esteri                           | Affari esteri   | Affari esteri   |
| --------------------------------------- | --------------------------------------- | --------------------------------------- | --------------------------------------- | --------------------------------------- | --------------- | --------------- |
|                                         |                                         | Ismail Qemali (1844-1919)               | Indipendente                            | Qemali                                  | 4 dicembre 1912 | 22 gennaio 1914 |
| Commissione Internazionale di Controllo | Commissione Internazionale di Controllo | Commissione Internazionale di Controllo | Commissione Internazionale di Controllo | Commissione Internazionale di Controllo | 22 gennaio 1914 | 14 marzo 1914   |

### Principato d'Albania (1914-1925)
| Ministro                             | Ministro                             | Ministro                             | Partito                              | Governo                              | Mandato           | Mandato           |
| Ministro                             | Ministro                             | Ministro                             | Partito                              | Governo                              | Inizio            | Fine              |
| Affari esteri                        | Affari esteri                        | Affari esteri                        | Affari esteri                        | Affari esteri                        | Affari esteri     | Affari esteri     |
| ------------------------------------ | ------------------------------------ | ------------------------------------ | ------------------------------------ | ------------------------------------ | ----------------- | ----------------- |
|                                      |                                      | Turhan Pasha Përmeti (1846-1927)     | Indipendente                         | Përmeti I                            | 15 marzo 1914     | 28 maggio 1914    |
|                                      |                                      | Prênk Bibë Doda (1860-1919)          | Indipendente                         | Përmeti II                           | 28 maggio 1914    | 5 ottobre 1914    |
|                                      |                                      | Pavli Terka (1865-1941)              | Indipendente                         | Toptani                              | 5 ottobre 1914    | 27 gennaio 1916   |
| Occupazione austro-ungarica/italiana | Occupazione austro-ungarica/italiana | Occupazione austro-ungarica/italiana | Occupazione austro-ungarica/italiana | Occupazione austro-ungarica/italiana | febbraio 1916     | novembre 1918     |
|                                      |                                      | Mehmet Konica (1881-1948)            | Indipendente                         | Përmeti III                          | 25 dicembre 1918  | 1º luglio 1919    |
|                                      |                                      | Mehdi Frashëri (1872-1963)           | Indipendente                         | Përmeti III                          | 1º luglio 1919    | 30 gennaio 1920   |
|                                      |                                      | Mehmet Konica (1881-1948)            | Indipendente                         | Delvina                              | 30 gennaio 1920   | 14 novembre 1920  |
|                                      |                                      | Ilias Vrioni (1882-1932)             | Indipendente                         | Vrioni I                             | 15 novembre 1920  | 11 luglio 1921    |
|                                      |                                      | Pandeli Evangjeli (1859-1949)        | Indipendente                         | Vrioni II                            | 11 luglio 1921    | 16 ottobre 1921   |
| Evangjeli I                          | 16 ottobre 1921                      | Pandeli Evangjeli (1859-1949)        | Indipendente                         | 6 dicembre 1921                      |                   |                   |
|                                      |                                      | Fan Stilian Noli (1882-1965)         | Indipendente                         | Koculi                               | 6 dicembre 1921   | 6 dicembre 1921   |
| Prishtina                            | 7 dicembre 1921                      | Fan Stilian Noli (1882-1965)         | Indipendente                         | 12 dicembre 1921                     |                   |                   |
|                                      |                                      | Xhaferr Vila (1888/89-1938)          | Indipendente                         | Kosturi                              | 12 dicembre 1921  | 24 dicembre 1921  |
|                                      |                                      | Fan Stilian Noli (1882-1965)         | Indipendente                         | Ypi                                  | 24 dicembre 1921  | 11 settembre 1922 |
|                                      |                                      | Pandeli Evangjeli (1859-1949)        | Indipendente                         | Ypi                                  | 11 settembre 1922 | 2 dicembre 1922   |
| Zogu I                               | 2 dicembre 1922                      | Pandeli Evangjeli (1859-1949)        | Indipendente                         | 3 marzo 1924                         |                   |                   |
|                                      |                                      | Ilias Vrioni (1882-1932)             | Indipendente                         | Vërlaci I                            | 3 marzo 1924      | 30 maggio 1924    |
| Vrioni III                           | 30 maggio 1924                       | Ilias Vrioni (1882-1932)             | Indipendente                         | 16 giugno 1924                       |                   |                   |
|                                      |                                      | Sulejman Delvina (1871-1932)         | Indipendente                         | Noli                                 | 16 giugno 1924    | 6 gennaio 1925    |

### Repubblica albanese (1925-1928)
| Ministro                    | Ministro        | Ministro                   | Partito       | Governo                      | Mandato           | Mandato           |
| Ministro                    | Ministro        | Ministro                   | Partito       | Governo                      | Inizio            | Fine              |
| Affari esteri               | Affari esteri   | Affari esteri              | Affari esteri | Affari esteri                | Affari esteri     | Affari esteri     |
| --------------------------- | --------------- | -------------------------- | ------------- | ---------------------------- | ----------------- | ----------------- |
|                             |                 | Gjergj Koleci (1868-1928)  | Indipendente  | Zogu II                      | 6 gennaio 1925    | 1º febbraio 1925  |
|                             |                 | Myfit Libohova (1876-1927) | Indipendente  | Primo governo repubblicano   | 1º febbraio 1925  | 28 settembre 1925 |
|                             |                 | Hysen Vrioni (1881-1944)   | Indipendente  | Secondo governo repubblicano | 28 settembre 1925 | 12 febbraio 1927  |
|                             |                 | Ilias Vrioni (1882-1932)   | Indipendente  | Terzo governo repubblicano   | 12 febbraio 1927  | 24 ottobre 1927   |
| Quarto governo repubblicano | 24 ottobre 1927 | Ilias Vrioni (1882-1932)   | Indipendente  | 11 maggio 1928               |                   |                   |
| Quinto governo repubblicano | 11 maggio 1928  | Ilias Vrioni (1882-1932)   | Indipendente  | 5 settembre 1928             |                   |                   |

### Regno d'Albania (1928-1939)
| Ministro      | Ministro      | Ministro                    | Partito       | Governo        | Mandato          | Mandato         |
| Ministro      | Ministro      | Ministro                    | Partito       | Governo        | Inizio           | Fine            |
| Affari esteri | Affari esteri | Affari esteri               | Affari esteri | Affari esteri  | Affari esteri    | Affari esteri   |
| ------------- | ------------- | --------------------------- | ------------- | -------------- | ---------------- | --------------- |
|               |               | Ilias Vrioni (1882-1932)    | Indipendente  | Kota I         | 5 settembre 1928 | 18 aprile 1929  |
|               |               | Rauf Fico (1881-1944)       | Indipendente  | Kota I         | 18 aprile 1929   | 6 marzo 1930    |
| Evangjeli II  | 6 marzo 1930  | Rauf Fico (1881-1944)       | Indipendente  | 20 aprile 1931 |                  |                 |
|               |               | Hysen Vrioni (1881-1944)    | Indipendente  | Evangjeli III  | 20 aprile 1931   | 11 gennaio 1933 |
|               |               | Xhaferr Vila (1888/89-1938) | Indipendente  | Evangjeli IV   | 11 gennaio 1933  | 21 ottobre 1935 |
|               |               | Fuat Asllani (1897-1981)    | Indipendente  | Frashëri       | 21 ottobre 1935  | 9 novembre 1936 |
|               |               | Eqrem Libohova (1882-1948)  | Indipendente  | Kota II        | 9 novembre 1936  | 21 aprile 1939  |

### Protettorato italiano del Regno d'Albania (1939-1943)
| Ministro                        | Ministro      | Ministro                | Partito       | Governo       | Mandato        | Mandato         |
| Ministro                        | Ministro      | Ministro                | Partito       | Governo       | Inizio         | Fine            |
| Affari esteri                   | Affari esteri | Affari esteri           | Affari esteri | Affari esteri | Affari esteri  | Affari esteri   |
| ------------------------------- | ------------- | ----------------------- | ------------- | ------------- | -------------- | --------------- |
|                                 |               | Xhemil Dino (1894-1972) | Indipendente  | Vërlaci II    | 21 aprile 1939 | 3 dicembre 1941 |
| Ministero soppresso (1941-1943) |               |                         |               |               |                |                 |

### Occupazione tedesca del Regno d'Albania (1943-1944)
| Ministro      | Ministro      | Ministro                                  | Partito        | Governo       | Mandato          | Mandato          |
| Ministro      | Ministro      | Ministro                                  | Partito        | Governo       | Inizio           | Fine             |
| Affari esteri | Affari esteri | Affari esteri                             | Affari esteri  | Affari esteri | Affari esteri    | Affari esteri    |
| ------------- | ------------- | ----------------------------------------- | -------------- | ------------- | ---------------- | ---------------- |
|               |               | Mehmet Konica (1881-1948)                 | Indipendente   | Mitrovica     | 5 novembre 1943  | 7 febbraio 1944  |
|               |               | Bahri Omari (1889-1945)                   | Balli Kombëtar | Mitrovica     | 7 febbraio 1944  | 18 luglio 1944   |
|               |               | Eqrem Vlora (1885-1964)                   | Indipendente   | Dine          | 18 luglio 1944   | 6 settembre 1944 |
|               |               | Ibrahim Biçakçiu (ad interim) (1905-1977) | Balli Kombëtar | Biçakçiu      | 6 settembre 1944 | 25 ottobre 1944  |

### Repubblica Popolare Socialista d'Albania (1944-1991)
| Ministro      | Ministro          | Ministro                  | Partito                      | Governo                      | Mandato          | Mandato           |
| Ministro      | Ministro          | Ministro                  | Partito                      | Governo                      | Inizio           | Fine              |
| Affari esteri | Affari esteri     | Affari esteri             | Affari esteri                | Affari esteri                | Affari esteri    | Affari esteri     |
| ------------- | ----------------- | ------------------------- | ---------------------------- | ---------------------------- | ---------------- | ----------------- |
|               |                   | Ömer Nishani (1887-1954)  | Partito del Lavoro d'Albania | Hoxha I                      | 23 ottobre 1944  | 9 febbraio 1946   |
|               |                   | Enver Hoxha (1908-1985)   | Partito del Lavoro d'Albania | Hoxha I                      | 9 febbraio 1946  | 22 marzo 1946     |
| Hoxha II      | 22 marzo 1946     | Enver Hoxha (1908-1985)   | Partito del Lavoro d'Albania | 23 novembre 1948             |                  |                   |
| Hoxha III     | 23 novembre 1948  | Enver Hoxha (1908-1985)   | Partito del Lavoro d'Albania | 5 luglio 1950                |                  |                   |
| Hoxha IV      | 5 luglio 1950     | Enver Hoxha (1908-1985)   | Partito del Lavoro d'Albania | 1º agosto 1953               |                  |                   |
|               |                   | Behar Shtylla (1918-1994) | Partito del Lavoro d'Albania | Hoxha V                      | 1º agosto 1953   | 19 luglio 1954    |
| Shehu I       | 19 luglio 1954    | Behar Shtylla (1918-1994) | Partito del Lavoro d'Albania | 22 giugno 1958               |                  |                   |
| Shehu II      | 22 giugno 1958    | Behar Shtylla (1918-1994) | Partito del Lavoro d'Albania | 17 luglio 1962               |                  |                   |
| Shehu III     | 17 luglio 1962    | Behar Shtylla (1918-1994) | Partito del Lavoro d'Albania | 16 marzo 1966                |                  |                   |
| Shehu III     |                   |                           | Nesti Nase (1922-1995)       | Partito del Lavoro d'Albania | 17 marzo 1966    | 14 settembre 1966 |
| Shehu IV      | 14 settembre 1966 | 19 novembre 1970          | Nesti Nase (1922-1995)       | Partito del Lavoro d'Albania |                  |                   |
| Shehu V       | 19 novembre 1970  | 28 ottobre 1974           | Nesti Nase (1922-1995)       | Partito del Lavoro d'Albania |                  |                   |
| Shehu VI      | 28 ottobre 1974   | 27 dicembre 1978          | Nesti Nase (1922-1995)       | Partito del Lavoro d'Albania |                  |                   |
| Shehu VII     | 27 dicembre 1978  | 15 gennaio 1982           | Nesti Nase (1922-1995)       | Partito del Lavoro d'Albania |                  |                   |
| Çarçani I     | 15 gennaio 1982   | 15 giugno 1982            | Nesti Nase (1922-1995)       | Partito del Lavoro d'Albania |                  |                   |
| Çarçani I     |                   |                           | Reis Malile (1924-2003)      | Partito del Lavoro d'Albania | 15 giugno 1982   | 23 novembre 1982  |
| Çarçani II    | 23 novembre 1982  | 20 febbraio 1987          | Reis Malile (1924-2003)      | Partito del Lavoro d'Albania |                  |                   |
| Çarçani III   | 20 febbraio 1987  | 22 febbraio 1991          | Reis Malile (1924-2003)      | Partito del Lavoro d'Albania |                  |                   |
|               |                   | Muhamet Kapllani (1943)   | Partito del Lavoro d'Albania | Nano I                       | 22 febbraio 1991 | 10 maggio 1991    |

### Repubblica d'Albania (1991-presente)
| Ministro               | Ministro          | Ministro                                | Partito                                                                 | Governo                      | Mandato           | Mandato           |
| Ministro               | Ministro          | Ministro                                | Partito                                                                 | Governo                      | Inizio            | Fine              |
| Affari esteri          | Affari esteri     | Affari esteri                           | Affari esteri                                                           | Affari esteri                | Affari esteri     | Affari esteri     |
| ---------------------- | ----------------- | --------------------------------------- | ----------------------------------------------------------------------- | ---------------------------- | ----------------- | ----------------- |
|                        |                   | Muhamet Kapllani (1943)                 | Partito del Lavoro d'Albania (1991) Partito Socialista d'Albania (1991) | Nano II                      | 11 maggio 1991    | 11 giugno 1991    |
|                        | Bufi              | Muhamet Kapllani (1943)                 | Partito del Lavoro d'Albania (1991) Partito Socialista d'Albania (1991) | 11 giugno 1991               | 18 dicembre 1991  |                   |
|                        |                   | Ilir Boçka (1950)                       | Indipendente                                                            | Ahmeti                       | 18 dicembre 1991  | 13 aprile 1992    |
|                        |                   | Alfred Serreqi (1938)                   | Partito Democratico d'Albania                                           | Meksi I                      | 13 aprile 1992    | 11 luglio 1996    |
|                        |                   | Tritan Shehu (1949)                     | Partito Democratico d'Albania                                           | Meksi II                     | 11 luglio 1996    | 13 marzo 1997     |
|                        |                   | Arian Starova (1954)                    | Unione Liberale Democratica                                             | Fino                         | 13 marzo 1997     | 25 luglio 1997    |
|                        |                   | Paskal Milo (1949)                      | Partito Socialdemocratico d'Albania                                     | Nano III                     | 25 luglio 1997    | 2 ottobre 1998    |
| Esteri                 |                   |                                         |                                                                         |                              |                   |                   |
|                        |                   | Paskal Milo (1949)                      | Partito Socialdemocratico d'Albania                                     | Majko I                      | 2 ottobre 1998    | 28 novembre 1999  |
| Meta I                 | 28 novembre 1999  | Paskal Milo (1949)                      | Partito Socialdemocratico d'Albania                                     | 9 novembre 2000              |                   |                   |
| Meta I                 |                   |                                         | Arta Dade (1953)                                                        | Partito Socialista d'Albania | 9 novembre 2000   | 6 settembre 2001  |
| Meta II                | 6 settembre 2001  | 22 febbraio 2002                        | Arta Dade (1953)                                                        | Partito Socialista d'Albania |                   |                   |
| Majko II               | 22 febbraio 2002  | 29 luglio 2002                          | Arta Dade (1953)                                                        | Partito Socialista d'Albania |                   |                   |
| Affari esteri          |                   |                                         |                                                                         |                              |                   |                   |
|                        |                   | Ilir Meta (1969)                        | Partito Socialista d'Albania                                            | Nano IV                      | 29 luglio 2002    | 22 luglio 2003    |
|                        |                   | Luan Hajdaraga (ad interim) (1948-2018) | Partito Socialista d'Albania                                            | Nano IV                      | 22 luglio 2003    | 29 dicembre 2003  |
|                        |                   | Kastriot Islami (1952)                  | Partito Socialista d'Albania                                            | Nano IV                      | 29 dicembre 2003  | 9 settembre 2005  |
|                        |                   | Besnik Mustafaj (1958)                  | Partito Democratico d'Albania                                           | Berisha I                    | 9 settembre 2005  | 30 aprile 2007    |
|                        |                   | Lulzim Basha (1974)                     | Partito Democratico d'Albania                                           | Berisha I                    | 1º maggio 2007    | 16 settembre 2009 |
| Esteri                 |                   |                                         |                                                                         |                              |                   |                   |
|                        |                   | Ilir Meta (1969)                        | Partito Democratico d'Albania                                           | Berisha II                   | 16 settembre 2009 | 14 settembre 2010 |
|                        |                   | Edmond Haxhinasto (1966)                | Movimento Socialista per l'Integrazione                                 | Berisha II                   | 14 settembre 2010 | 2 luglio 2012     |
|                        |                   | Edmond Panariti (1960)                  | Movimento Socialista per l'Integrazione                                 | Berisha II                   | 2 luglio 2012     | 4 aprile 2013     |
|                        |                   | Aldo Bumçi (1974)                       | Partito Democratico d'Albania                                           | Berisha II                   | 4 aprile 2013     | 11 settembre 2013 |
| Affari esteri          |                   |                                         |                                                                         |                              |                   |                   |
|                        |                   | Ditmir Bushati (1977)                   | Partito Socialista d'Albania                                            | Rama I                       | 11 settembre 2013 | 12 settembre 2017 |
| Europa e affari esteri |                   |                                         |                                                                         |                              |                   |                   |
|                        |                   | Ditmir Bushati (1977)                   | Partito Socialista d'Albania                                            | Rama II                      | 12 settembre 2017 | 18 gennaio 2019   |
|                        |                   | Gent Cakaj (ad interim) (1990)          | Partito Socialista d'Albania                                            | Rama II                      | 22 gennaio 2019   | 31 dicembre 2020  |
|                        |                   | Olta Xhaçka (1979)                      | Partito Socialista d'Albania                                            | Rama II                      | 4 gennaio 2021    | 18 settembre 2021 |
| Rama III               | 18 settembre 2021 | Olta Xhaçka (1979)                      | Partito Socialista d'Albania                                            | 9 settembre 2023             |                   |                   |
| Rama III               |                   |                                         | Igli Hasani (1976)                                                      | Partito Socialista d'Albania | 12 settembre 2023 | in carica         |